# متصورة وبالية
المتصورة الوبالية أو متصورة الملاريا أو المتصورة الملاريية (الاسم العلمي: Plasmodium malariae) هي نوع من الأسناخ الصبغية تتبع جنس المتصورة من فصيلة المتصورات. وهي طفيلي أولي يسبب الملاريا في الإنسان. وهي أحد أنواع المتصورة وهي الطفيلي الذي يصيب البشر، ويشمل أنواعا أخرى مثل المتصورة المنجلية (باللاتينية: P. falciparum) والمتصورة النشيطة (باللاتينية: P. vivax)، وهذان النوعان هما المسببان لأكثر حالات الملاريا.
بسبب كون المتصورة الوبالية أقل خطرا من غيرها من المتصورات مثل المتصورة المنجلية والمتصورة النشيطة لذلك تسمى الملاريا التي تسببها المتصورة الوبالية «بالملاريا الحميدة». وتسبب المتصورة الوبالية حمى تتكرر تقريبا لفترات ثلاثة أيام، وهو أطول من بقية الطفيليات التي تستمر لمدة يومين، لذلك الاسم البديل للملاريا في هذه الحالة هي حمى الربع أو ملاريا ربع.